# Cartable numérique
Un cartable numérique peut être une collection de documents électroniques dédiés à l'éducation (manuels scolaires), l'outil informatique (ordinateur portable, tablette tactile et leurs logiciels) qui permet de les utiliser, ou la combinaison des deux (tout ce qui est nécessaire à un élève).
Dans le cas d'une collection de documents électroniques, ceux-ci peuvent être choisis et rassemblés par un enseignant en un seul fichier distribué ensuite aux élèves. Un cartable numérique peut contenir à la fois du texte, des illustrations, des vidéos et certains éléments à faible degré d'interactivité comme des exerciseurs.
Des applications sont développées spécifiquement pour les besoins de l'éducation et la création et lecture de manuels scolaires interactifs sur ces nouveaux « cartables numériques ».